# Setebos (księżyc)
Setebos (Uran XIX) – niewielki, zewnętrzny, nieregularny księżyc Urana, poruszający się ruchem wstecznym. Został odkryty 18 lipca 1999 roku przez Johna J. Kavelaarsa i jego zespół za pomocą Teleskopu Kanadyjsko-Francusko-Hawajskiego na Mauna Kea. Nazwa pochodzi od imienia boga, którego czcili Kaliban i Sykoraks, postacie z Burzy Williama Szekspira.
Księżyc ma orbitę podobną do Prospera i podobną, szarą barwę powierzchni. Znacznie większy księżyc Sykoraks również ma zbliżone parametry orbity, ale odróżnia się od nich czerwoną barwą.